# Green Creek (vattendrag i Antarktis, lat -62,21, long -58,45)
Green Creek är ett vattendrag i Antarktis. Det ligger i Sydshetlandsöarna. Argentina, Chile och Storbritannien gör anspråk på området.